# Saint-Léger-du-Bourg-Denis

Saint-Léger-du-Bourg-Denis este o comună în departamentul Seine-Maritime, Franța. În 1 ianuarie 2022 avea o populație de 3.665 de locuitori.